# Гай Фанний Страбон
Гай Фа́нний Страбо́н (лат. Gaius Fannius Strabo; умер после 154 года до н. э.) — римский политический деятель из плебейского рода Фанниев, консул 161 года до н. э. Во время своего консулата добился принятия закона, ограничивавшего роскошь.

## Биография
Гай Фанний принадлежал к незнатному плебейскому роду, в котором до него не было консулов. Согласно Капитолийским фастам, его отец и дед носили тот же преномен — Гай. Возможно, отцом консула был народный трибун Гай Фанний, которого Тит Ливий упоминает в связи с процессом против братьев Сципионов. У Гая-младшего был брат Марк Фанний, монетарий в 144 году до н. э.
Не позже 164 года до н. э. Гай Фанний занимал должность претора. Такой вывод учёные делают из даты его консулата и требований закона Виллия, предусматривавшего определённые временные промежутки между магистратурами. В 161 году до н. э. Гай Фанний стал консулом вместе с патрицием Марком Валерием Мессалой. Этот год упоминается античными авторами в связи с рядом законодательных актов, целью которых были ограничение роскоши и борьба против влияния эллинистической культуры. Два сенатских постановления ограничивали расходы на пиры во время Мегалезий и запрещали греческим ораторам пребывать в Риме и обучать юношей риторике; Фанний же, действуя в духе Марка Порция Катона Цензора, добился принятия закона, жёстко лимитировавшего расходы на любые домашние застолья. Lex Fannia разрешал приглашать в гости не больше трёх человек, а в базарные дни — не больше пяти. По словам Афинея, «приварок позволялось готовить не дороже, чем на две с половиной драхмы, на копчёное мясо разрешалось тратить в год не больше пятнадцати талантов, овощей же и бобов для похлёбки — сколько давала земля».
Поскольку в некоторые дни разрешалось тратить на еду по сто ассов, поэт Луцилий в одной из своих сатир назвал Фанниев закон стоассовым. Однако соблюдали его требования, согласно Афинею, только три человека во всём Риме: Квинт Муций Сцевола Авгур, Квинт Элий Туберон и Публий Рутилий Руф. В защиту закона выступал также поэт Гай Тиций.
В 158 году до н. э. Гай Фанний возглавил посольство в Иллирию, отправленное в ответ на сообщения о набегах далматов. Послы столкнулись с нежеланием далматов вести переговоры и были вынуждены бежать из соображений безопасности. Доклад Гая Фанния побудил сенат начать военные действия. В 154 году до н. э. Фанний отправился в Малую Азию в качестве одного из трёх глав посольства, чтобы заставить царя Вифинии Прусия II прекратить войну с пергамским царём Атталом II и возместить нанесённый тому ущерб. Эта миссия тоже закончилась безрезультатно.
Живший в следующем поколении Гай Фанний, консул 122 года до н. э., приходился Страбону либо сыном, либо племянником (сыном его брата Марка).